# Ultimate Wolverine vs. Hulk
Ultimate Wolverine vs. Hulk es una miniserie de cómics publicada por Marvel Comics para su sello Ultimate Marvel. Fue escrita por Damon Lindelof, cocreador de la serie de televisión Lost, e ilustrada por el artista Leinil Francis Yu y el colorista Dave McCraig. La historia comienza cuando Wolverine es contratado por Nick Fury para asesinar a Hulk, quien se encuentra viviendo en el Tíbet. La serie presenta cameos de otros personajes del Universo Ultimate, además de la introducción de la versión Ultimate de She-Hulk.
Originalmente iba a ser una miniserie de seis números, publicada de manera bimensual, pero después de los dos primeros capítulos, el resto de la serie fue pospuesta hasta que Lindelof terminara todos los guiones, por lo que la serie fue de nuevo publicada en marzo de 2009.
La serie tiene lugar entre los números 69 y 71 de Ultimate X-Men y antes del número 11 del segundo volumen de The Ultimates. La miniserie es un homenaje al debut de Wolverine en Marvel, entre los números 180 y 182 de The Incredible Hulk.